# Аскі Річард
Аскі Річард (англ. Richard Allen Askey, 4 червня 1933, Сент-Луїс, Міссурі, США — 9 жовтня 2019, Медісон (Вісконсин), США) — американський математик, фахівець з теорії спеціальних функцій, професор Університету Вісконсину в Медісоні, член Національної академії наук США (1999).
Навчався в Університеті Вашингтона у Сент-Луїсі, який закінчив у 1955 році, здобувши ступінь бакалавра (B.A.). В 1956 році здобув ступінь магістра (M.A.) в Гарвардському університеті в Кембриджі (штат Массачусетс). Докторський ступінь (Ph.D.) Аскі отримав в 1961 році в Принстонському університеті. Його науковим керівником був Саломон Бохнер, тема дисертації — «Середня збіжність ортогональних і пов'язаних з ними рядів» (Mean convergence of orthogonal series and conjugate series). Паралельно з дослідницькою діяльністю в Прінстонському університеті Аскі також працював інструктором в Університеті Вашингтона в Сент-Луїсі, а потім, в 1961—1963 роках, — інструктором в Чиказькому університеті.
У 1983 році він прочитав запрошену лекцію на Міжнародному конгресі математиків (ICM) у Варшаві. Він був обраний членом Американської академії мистецтв та наук у 1993 році. 1999 року його було обрано членом Національної академії наук.
У 2009 році він став членом Товариства з промислової та прикладної математики (SIAM). У 2012 році він став членом Американського математичного товариства. У грудні 2012 року він отримав звання почесного доктора Університету SASTRA у Кумбаконамі, Індія.